# Ralph Kubail
Ralph Kubail (* 30. April 1952 in Berlin; † 15. August 1981) war ein deutscher Ruderer, der für die Bundesrepublik Deutschland antrat.
Kubail startete für den Potsdamer RC Germania in Berlin. 1969 war er Juniorenweltmeister im Vierer ohne Steuermann, im Jahr darauf belegte er den dritten Platz. 1972 belegte er mit dem Vereins-Vierer mit Steuermann den zweiten Platz bei der Deutschen Meisterschaft. 1973 bei der Europameisterschaft in Moskau saß Kubail im Deutschland-Achter, als das Boot den fünften Platz belegte. 1974 wechselte er in den Vierer mit Steuermann; in der Besetzung Hans-Johann Färber, Ralph Kubail, Peter-Michael Kolbe, Peter Niehusen und Steuermann Uwe Benter belegte das Boot bei der Weltmeisterschaft in Luzern den dritten Platz hinter den Booten aus der DDR und aus der Sowjetunion. Im Jahr darauf traten in Nottingham Dieter Knief statt Kolbe und Hartmut Wenzel statt Benter an, erneut gewann das Boot Weltmeisterschaftsbronze, es siegte das sowjetische Boot vor dem Boot aus der DDR. Bei den Olympischen Spielen 1976 in Montreal startete der Vierer in der Besetzung Hans-Johann Färber, Ralph Kubail, Siegfried Fricke, Peter Niehusen und Hartmut Wenzel. Hinter den Booten aus der Sowjetunion und aus der DDR gewann das Boot zum dritten Mal in Folge eine Bronzemedaille beim Saisonhöhepunkt.
Für den Gewinn der Bronzemedaille erhielt er von Bundespräsident Walter Scheel zusammen mit seiner Rudermannschaft das Silberne Lorbeerblatt.
Ralph Kubail starb 1981 an Lymphdrüsenkrebs.